# Andonis Andoniadis
Andonis Andoniadis (gr. Αντώνης Αντωνιάδης, ur. 25 maja 1946 w Petrochori) – grecki piłkarz, który występował na pozycji napastnika. W latach 1970–1977 reprezentant Grecji, dla której rozegrał 22 mecze i strzelił w nich 6 goli.

## Kariera klubowa
Swoją karierę piłkarską Andoniadis rozpoczął w klubie Skoda Ksanti. W latach 1965–1968 grał w nim w drugiej lidze greckiej. W sezonie 1967/1968 był królem strzelców Beta Ethniki zdobywając 24 gole.
W 1968 roku Andoniadis przeszedł do Panathinaikosu z Aten i w sezonie 1968/1969 zadebiutował w nim w pierwszej lidze greckiej. Wraz z Panathinaikosem wywalczył cztery tytuły mistrza Grecji w sezonach 1968/1969, 1969/1970, 1971/1972 i 1976/1977. Dwukrotnie zdobywał Puchar Grecji w latach 1969 i 1977 oraz jeden raz Superpuchar w 1970 roku. W 1971 roku wystąpił w przegranym 0:2 finale Pucharu Mistrzów z Ajaksem Amsterdam. W sezonie 1969/1970 z 26 strzelonymi golami został królem strzelców greckiej ligi. Osiągnięcie to powtórzył również w sezonach 1971/1972 (39 bramek), 1972/1973 (22 bramki), 1973/1974 (26 bramek) i 1974/1975 (20 bramek). W Panathinaikosie grał do końca sezonu 1977/1978.
W 1978 roku Andoniadis przeszedł z Panathinaikosu do Olympiakosu. Grał w nim w sezonie 1978/1979. W 1979 roku odszedł do drugoligowego Atromitosu Ateny. W 1981 roku wrócił do Panathinaikosu, a po sezonie 1981/1982 zakończył karierę.
| Sezon   | Klub             | Kraj   | Rozgrywki     | Mecze | Bramki |
| ------- | ---------------- | ------ | ------------- | ----- | ------ |
| 1965/66 | Skoda Ksanti     | Grecja | Beta Ethniki  | ?     | ?      |
| 1966/67 | Skoda Ksanti     | Grecja | Beta Ethniki  | ?     | ?      |
| 1967/68 | Skoda Ksanti     | Grecja | Beta Ethniki  | ?     | 24     |
| 1968/69 | Panathinaikos AO | Grecja | Alpha Ethniki | 8     | 3      |
| 1969/70 | Panathinaikos AO | Grecja | Alpha Ethniki | 31    | 25     |
| 1970/71 | Panathinaikos AO | Grecja | Alpha Ethniki | 26    | 16     |
| 1971/72 | Panathinaikos AO | Grecja | Alpha Ethniki | 34    | 39     |
| 1972/73 | Panathinaikos AO | Grecja | Alpha Ethniki | 26    | 22     |
| 1973/74 | Panathinaikos AO | Grecja | Alpha Ethniki | 30    | 26     |
| 1974/75 | Panathinaikos AO | Grecja | Alpha Ethniki | 27    | 20     |
| 1975/76 | Panathinaikos AO | Grecja | Alpha Ethniki | 14    | 6      |
| 1976/77 | Panathinaikos AO | Grecja | Alpha Ethniki | 23    | 18     |
| 1977/78 | Panathinaikos AO | Grecja | Alpha Ethniki | 3     | 4      |
| 1978/79 | Olympiakos SFP   | Grecja | Alpha Ethniki | 13    | 7      |
| 1979/80 | Atromitos Ateny  | Grecja | Beta Ethniki  | ?     | ?      |
| 1980/81 | Atromitos Ateny  | Grecja | Beta Ethniki  | ?     | ?      |
| 1981/82 | Panathinaikos AO | Grecja | Alpha Ethniki | ?     | ?      |

## Kariera reprezentacyjna
W reprezentacji Grecji Andoniadis zadebiutował 11 października 1970 roku w zremisowanym 1:1 spotkaniu eliminacji do Euro 72 z Maltą. W swojej karierze grał też w eliminacjach do MŚ 1974, Euro 76 i MŚ 1978. Od 1970 do 1977 roku rozegrał w kadrze narodowej 22 spotkania, w których zdobył 6 bramek.
| Mecze i gole w reprezentacji | Mecze i gole w reprezentacji | Mecze i gole w reprezentacji | Mecze i gole w reprezentacji | Mecze i gole w reprezentacji | Mecze i gole w reprezentacji | Mecze i gole w reprezentacji |
| #                            | Data                         | Stadion                      | Rywal                        | Wynik                        | Gol                          | Rozgrywki                    |
| 1970                         | 1970                         | 1970                         | 1970                         | 1970                         | 1970                         | 1970                         |
| ---------------------------- | ---------------------------- | ---------------------------- | ---------------------------- | ---------------------------- | ---------------------------- | ---------------------------- |
| 1.                           | 11.10.1970                   | Gżira, Malta                 | Malta                        | 1:1                          | 0                            | el. ME 1972                  |
| 2.                           | 28.10.1970                   | Saragossa, Hiszpania         | Hiszpania                    | 1:2                          | 0                            | towarzyski                   |
| 3.                           | 22.11.1970                   | Pireus, Grecja               | RFN                          | 1:3                          | 0                            | towarzyski                   |
| 1971                         |                              |                              |                              |                              |                              |                              |
| 4.                           | 30.09.1971                   | Saloniki, Grecja             | Meksyk                       | 0:1                          | 0                            | towarzyski                   |
| 5.                           | 17.11.1971                   | Saloniki, Grecja             | Bułgaria                     | 2:2                          | 1                            | towarzyski                   |
| 6.                           | 01.12.1971                   | Pireus, Grecja               | Anglia                       | 0:2                          | 0                            | el. ME 1972                  |
| 1972                         |                              |                              |                              |                              |                              |                              |
| 7.                           | 04.03.1972                   | Pireus, Grecja               | Włochy                       | 2:1                          | 1                            | towarzyski                   |
| 8.                           | 12.04.1972                   | Saloniki, Grecja             | Hiszpania                    | 0:0                          | 0                            | towarzyski                   |
| 9.                           | 02.09.1972                   | Pireus, Grecja               | Francja                      | 1:3                          | 0                            | towarzyski                   |
| 10.                          | 19.11.1972                   | Belgrad, Jugosławia          | Jugosławia                   | 0:1                          | 0                            | el. MŚ 1974                  |
| 1973                         |                              |                              |                              |                              |                              |                              |
| 11.                          | 17.01.1973                   | Ateny, Grecja                | Hiszpania                    | 2:3                          | 0                            | el. MŚ 1974                  |
| 12.                          | 31.01.1973                   | Ateny, Grecja                | Bułgaria                     | 2:2                          | 0                            | towarzyski                   |
| 13.                          | 21.02.1973                   | Malaga, Hiszpania            | Hiszpania                    | 1:3                          | 1                            | el. MŚ 1974                  |
| 14.                          | 08.09.1973                   | Paryż, Francja               | Francja                      | 1:3                          | 0                            | towarzyski                   |
| 1974                         |                              |                              |                              |                              |                              |                              |
| 15.                          | 28.04.1974                   | Rio de Janeiro, Brazylia     | Brazylia                     | 0:0                          | 0                            | towarzyski                   |
| 16.                          | 29.05.1974                   | Bukareszt, Rumunia           | Rumunia                      | 1:3                          | 0                            | Balkan Cup 1973/1976         |
| 17.                          | 13.10.1974                   | Sofia, Bułgaria              | Bułgaria                     | 1:4                          | 0                            | el. ME 1976                  |
| 18.                          | 15.11.1974                   | Pireus, Grecja               | Cypr                         | 3:1                          | 0                            | towarzyski                   |
| 19.                          | 18.12.1974                   | Pireus, Grecja               | Bułgaria                     | 2:1                          | 1                            | el. ME 1976                  |
| 1975                         |                              |                              |                              |                              |                              |                              |
| 20.                          | 23.02.1975                   | Gżira, Malta                 | Malta                        | 0:2                          | 0                            | el. ME 1976                  |
| 21.                          | 04.06.1975                   | Saloniki, Grecja             | Malta                        | 4:0                          | 1                            | el. ME 1976                  |
| 1977                         |                              |                              |                              |                              |                              |                              |
| 22.                          | 28.05.1977                   | Budapeszt, Węgry             | Węgry                        | 0:3                          | 0                            | el. ME 1978                  |